# George Edgcumbe (1800-1882)
George Edgcumbe (23 juin 1800 - 18 février 1882) est un diplomate et homme politique britannique.

## Biographie
Il est le plus jeune fils de Richard Edgcumbe (2e comte de Mount Edgcumbe). Il fait ses études à la Harrow School et au Balliol College, Oxford. En 1834, il épouse Fanny Lucy, fille de John Shelley (6e baronnet). Ils ont six enfants.
Aux Élections générales britanniques de 1826 il est élu député de l'arrondissement de Plympton Erle dans le domaine de son père. Cependant, il démissionne de son siège en décembre de la même année, en prenant la sinécure de Steward of the Chiltern Hundreds.
Il est ensuite diplomate, en poste en Suisse, en Toscane et à Hanovre.